# Hugo (søn af Karl den Store)
 For alternative betydninger, se Hugo. (Se også artikler, som begynder med Hugo)
Hugo (802 – 16. juni 844) var en uægte søn af Karl den Store og hans konkubine Regina, med hvem Karl også havde en anden søn: biskop Drogo af Metz (801-855).
Hugo var abbed af flere klostre: Sankt Quentin (822-823), Lobbes (836) og Sankt Bertin (836). I 834, udnævnte hans halvbror Ludvig den Fromme ham til ærkekansler for det Tysk-romerske rige.
Han blev dræbt under Slaget ved Agout som stod i nærheden af Angoulême, hvor Pépin af Aquitaine blev besejret af Karl den Skaldede som belejrede Toulouse.
Hugo havde en datter, Petronilla (født 825), som giftede sig med Tertullus af Anjou, far til grev Ingelger.